# Bezjovo
Bezjovo (en serbe cyrillique: Безјово) est un village de l'est du Monténégro, dans la municipalité de Podgorica.

## Démographie

### Évolution historique de la population
| 1948 | 1953 | 1961 | 1971 | 1981 | 1991 | 2003 |
| ---- | ---- | ---- | ---- | ---- | ---- | ---- |
| 278  | 258  | 264  | 240  | 205  | 128  | 118  |